# Пържени картофи
Пържените картофи (на френски: frites) представляват парчета от картофи, изпържени в голямо количество силно нагрята растителна или животинска мазнина. По традиция се приготвят във фритюрник.
Пържените картофи са популярно ястие във веригите за бързо хранене. Сервират се горещи, меки или хрупкави, и обикновено се ядат като част от обяда или вечерята или самостоятелно, като бързо ядене. Често присъстват в менютата на различни ресторанти и барове. В Северна Америка обикновено биват осолявани и почти винаги се сервират с кетчуп, но в много държави те имат други подправки или топинги, като например оцет, майонеза или други местни специалитети.

## Приготвяне
Пържените картофи се приготвят, като първо картофите се обелват и нарязван на ленти. След това се накисват в студено вода, за да се премахне нишестето на повърхността им, след което се изсушават. После могат да се пържат на един или два етапа. Готвачите обикновено предпочитат двойната техника, тъй като дава по-добри резултати. Картофите, извадени от земята, могат да съдържат твърде много вода, което води до влажни картофи, така че обикновено се предпочитат картофи, които са били съхранявани за известно време.
В двуетапния метод, първата баня, понякога наричана бланширане, е в гореща мазнина (около 160 °C). Това може да бъде направено предварително. След това се пържат за по-кратко време в много гореща мазнина (около 190 °C), за да може външността да стане хрупкава. После се слагат на решетка или в кърпа, за да се изцедят, осолят и сервират. Точните времена на двете бани зависят от размера на картофите. Например, за 2 – 3 mm ленти, първата баня отнема около 3 минути, а втората трае секунди.
Повечето пържени картофи се правят от замразени картофи, които са бланширани или поне промишлено изсушени с въздушна струя. Стандартната мазнина за пърженето на картофите е растителна. В миналото, телешката лой се е считала за по-добър вариант, като растителната мазнина е била алтернатива. Всъщност, McDonald's използват смес от 93% телешка лой и 7% памучно масло до 1990 г., когато преминават на растително масло с телешки аромат.

## История
Спорът относно това къде са създадени първите пържени картофи съществува и до днес между Франция и Белгия. От белгийска гледна точка, популярността на термина „french fries“ (букв. „пържени картофи“ на английски) се обяснява като „френска гастрономична хегемония“, при която кухнята на Белгия е асимилирана, поради липса на разбиране в комбинация с еднаквия език и географска близост между двете страни.
Белгийският журналист Джо Жерар твърди, че семеен ръкопис от 1781 г. разказва за пържене на картофи преди 1680 г. в долината Маас в тогавашна Испанска Нидерландия (днешна Белгия). Жерар не е представил ръкописа за това твърдение, поради факта, че той не е свързан с по-късната история на пържените картофи, тъй като картофите пристигат в този район към около 1735 г. Според някои експерти, условията през 18 век не са позволявали на селяните да отделят голямо количество мазнина за готвене на картофи.
Пържените картофи са въведени в американската войска, пристигнала в Белгия през Първата световна война. Белгийците преди това са се грижили за британските войници с чипс и продължават да го сервират и на американците, когато поемат Западния фронт. Американците приемат, че това са френски пържени картофи, тъй като си мислят, че са във Франция, защото местният език и официалният в белгийската армия по това време е френски. По това време популярността на термина „пържени картофи“ вече расте – използва се в САЩ от 1899 г., въпреки че не е ясно дали се е отнасял за класическия чипс или за днешните пържени картофи. Пържените картофи впоследствие стават национално ястие и значителна част от няколко национални ястия.
В България пържените картофи навлизат масово в ресторантите през 70-те години на XX век, когато са изградени фабрики за производство на замразен полуфабрикат – дотогава те са рядкост и се избягват, заради трудоемкото им приготвяне.

## Влияние върху здравето
Пържените картофи съдържат основно въглехидрати (най-вече под формата на нишесте) и протеини от картофа, както и мазнина, поета по време на пърженето. Солта, която съдържа натрий, почти винаги се използва за овкусяване. Една голяма порция пържени картофи от McDonald's в САЩ съдържа 154 грама продукт. 510-те калории идват от 66 g въглехидрати, 24 g мазнини, 7 g протеини и 350 mg натрий.
Ястието получава критики от някои експерти, които го определят като нездравословно и с малко хранителни качества. Пържените картофи съдържат много голямо количество акриламиди, поради което изплуват опасения относно влиянието им върху човешкото здраве. Според Американското онкологично общество към момента няма яснота дали повишената консумация на акриламиди увеличава риска от рак. Мета-анализ показва, че акриламидите не са свързани с повечето видове често срещан рак.

## Галерия
- Пържени картофи с чили.
- Пържени картофи със сирене.
- Вълнообразно нарязани пържени картофи.
- Къдрави пържени картофи.
- Пържени картофи с къри.
- Пържени картофи със синьо сирене и дресинг.
- Сладки пържени картофи.